# Sächsischer Kanu-Verband
Der Sächsische Kanu-Verband (SKV) ist der Interessenvertreter des organisierten Kanusports im Freistaat Sachsen. Er wurde am 27. Juni 1990 in Döbeln gegründet und ist Mitglied im Deutschen Kanu-Verband sowie im Landessportbund Sachsen.
Derzeit sind im SKV insgesamt 3.633 Mitglieder aus 61 Vereinen organisiert. Obwohl damit ein recht kleiner Verband, ist der Sächsische Kanu-Verband mit Erfolgen bei Olympischen Spielen, Welt- und Europameisterschaften einer der sportlich erfolgreichsten Verbände im Freistaat Sachsen. Der SKV hat seinen Sitz in Leipzig.

## Erfolgreiche Sportler des Sächsischen Kanu-Verbandes
- Jan Benzien (Kanu-Slalom)
- Tina Dietze (Kanu-Rennsport)
- Christian Gille (Kanu-Rennsport)
- Frank Henze (Kanu-Slalom)
- Robert Nuck (Kanu-Rennsport)
- Mandy Planert (Kanu-Slalom)
- Gesine Ruge (Kanu-Rennsport)
- David Schröder (Kanu-Slalom)
- Anett Schuck (Kanu-Rennsport)
- Marina Schuck (Kanu-Rennsport)
- Tanja Schuck (Kanu-Rennsport)